# خیابان آزادی، ایروان
خیابان آزادی (ارمنی: Ազատության Պողոտա) خیابانی است که ناحیه کاناکر زیتون را از ناحیه آرابکیر در ایروان پایتخت ارمنستان جدا می‌کند. این خیابان با کاسکاد ایروان و پارک پیروزی، ایروان شروع می‌شود و با بزرگراه تبلیسی در شمال در نزدیکی کارخانه متروکه اتومبیل‌سازی ErAZ به پایان می‌رسد.

## جاذبه‌های گردشگری برجسته
تعدادی از جاذبه‌های گردشگری سرشناس شهر ایروان در خیابان آزادی واقع شده‌اند از جمله آنها:
- پارک پیروزی، ایروان، در طی دهه ۱۹۵۰ میلادی افتتاح شد. .
- بنای یادبود ۵۰مین سالگرد شورای شدن ارمنستان که در ۱۹۷۰ نصب شده‌است
- هتل بلو رادیسون ایروان، که تحت عنوان Golden Palace Hotel در سال ۲۰۰۵ افتتاح شد.
- مرکز فناوری علمی شیمی دارویی و آلی فرهنگستان ملی علوم ارمنستان، در سال 2006 بنیانگذاری شد.[۱]

## نگارخانه

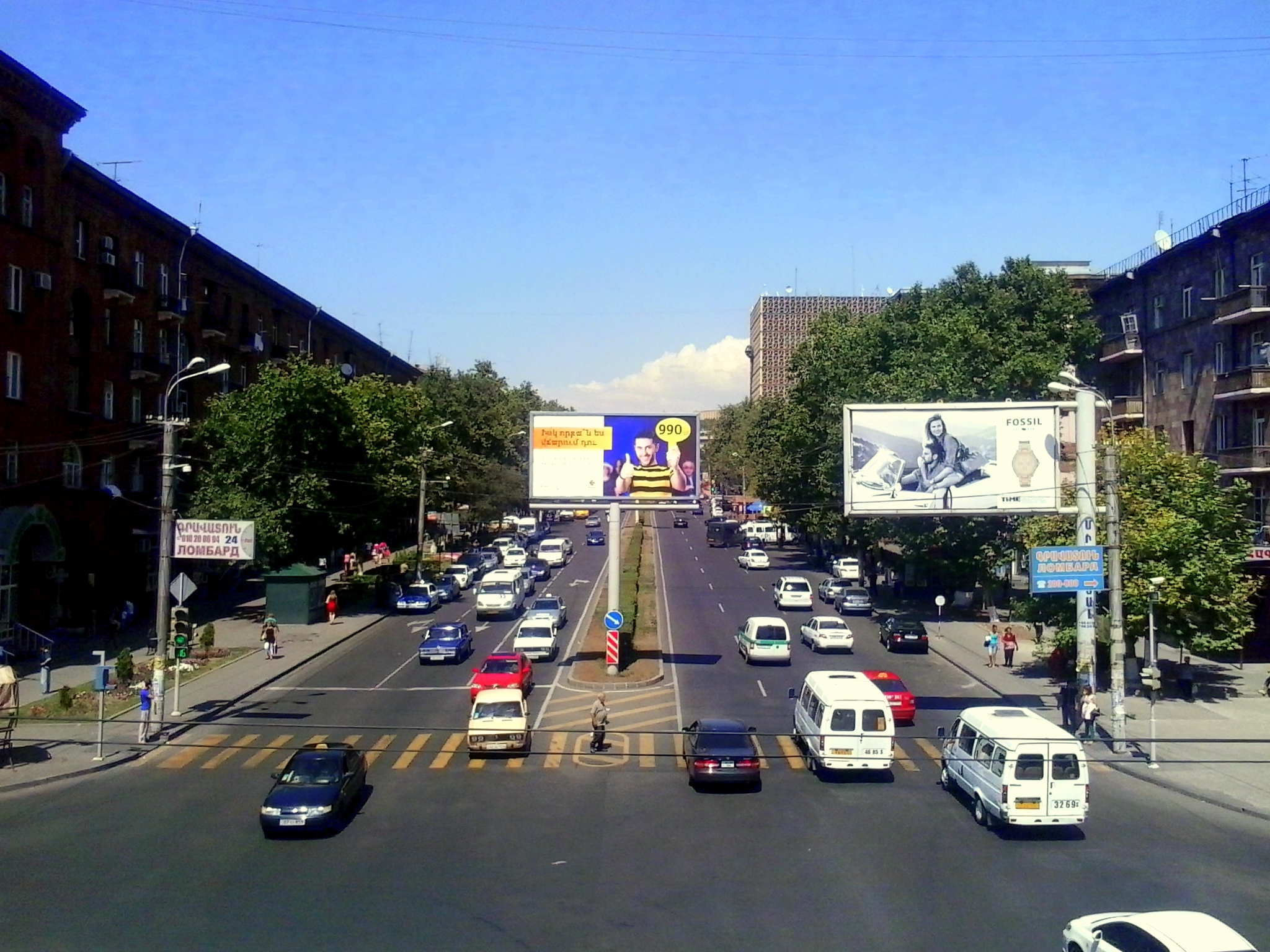
خیابان آزادی از جنوب به شمال
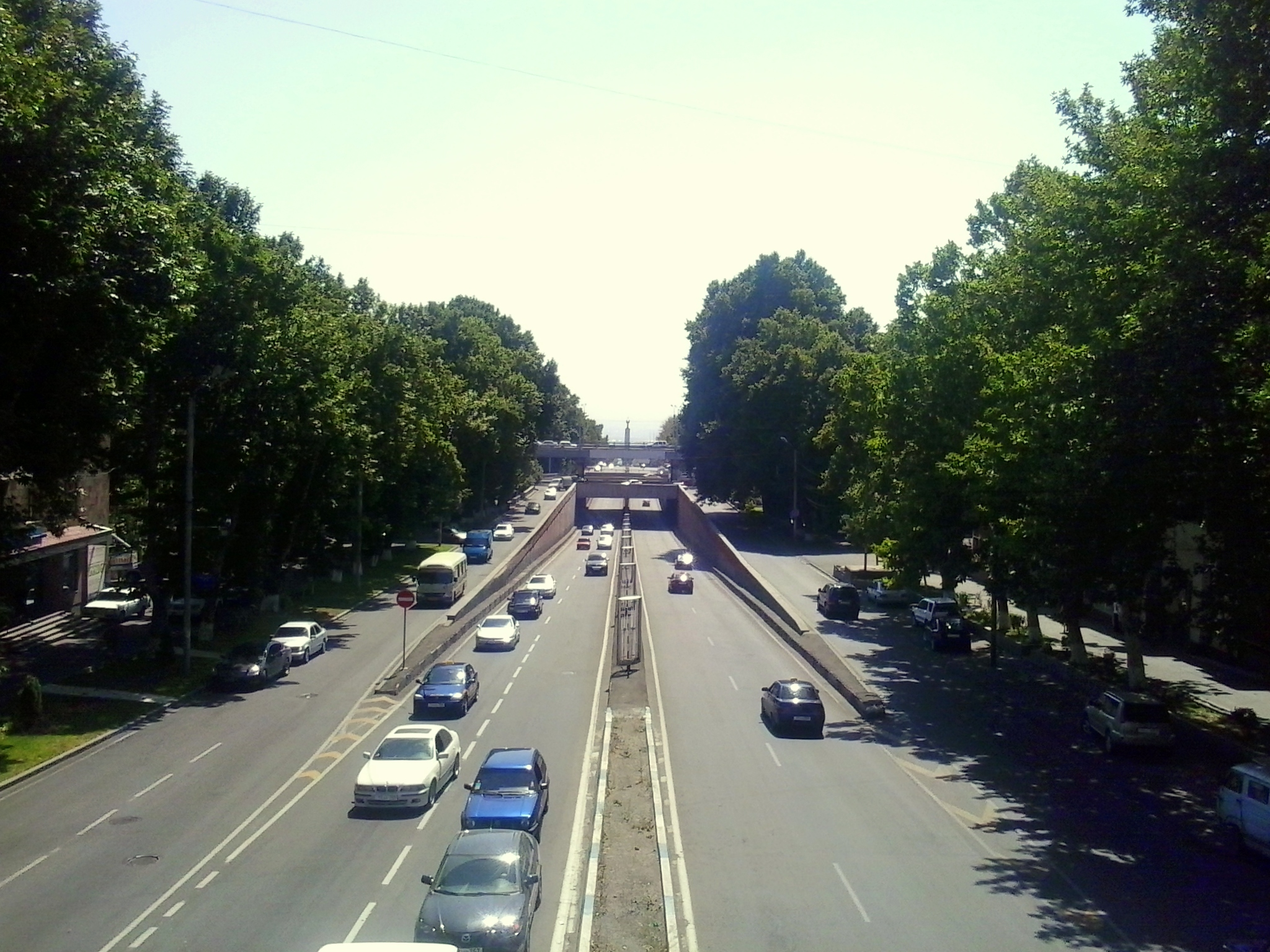
خیابان آزادی از شمال به جنوب
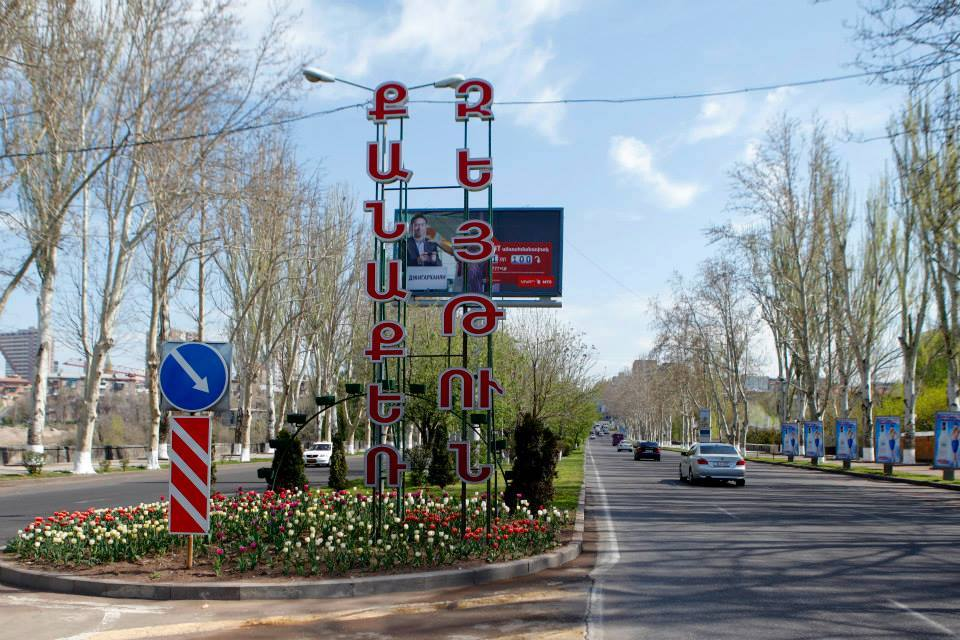
خیابان آزادی در ورودی ناحیه کاناکر زیتون از جنوب
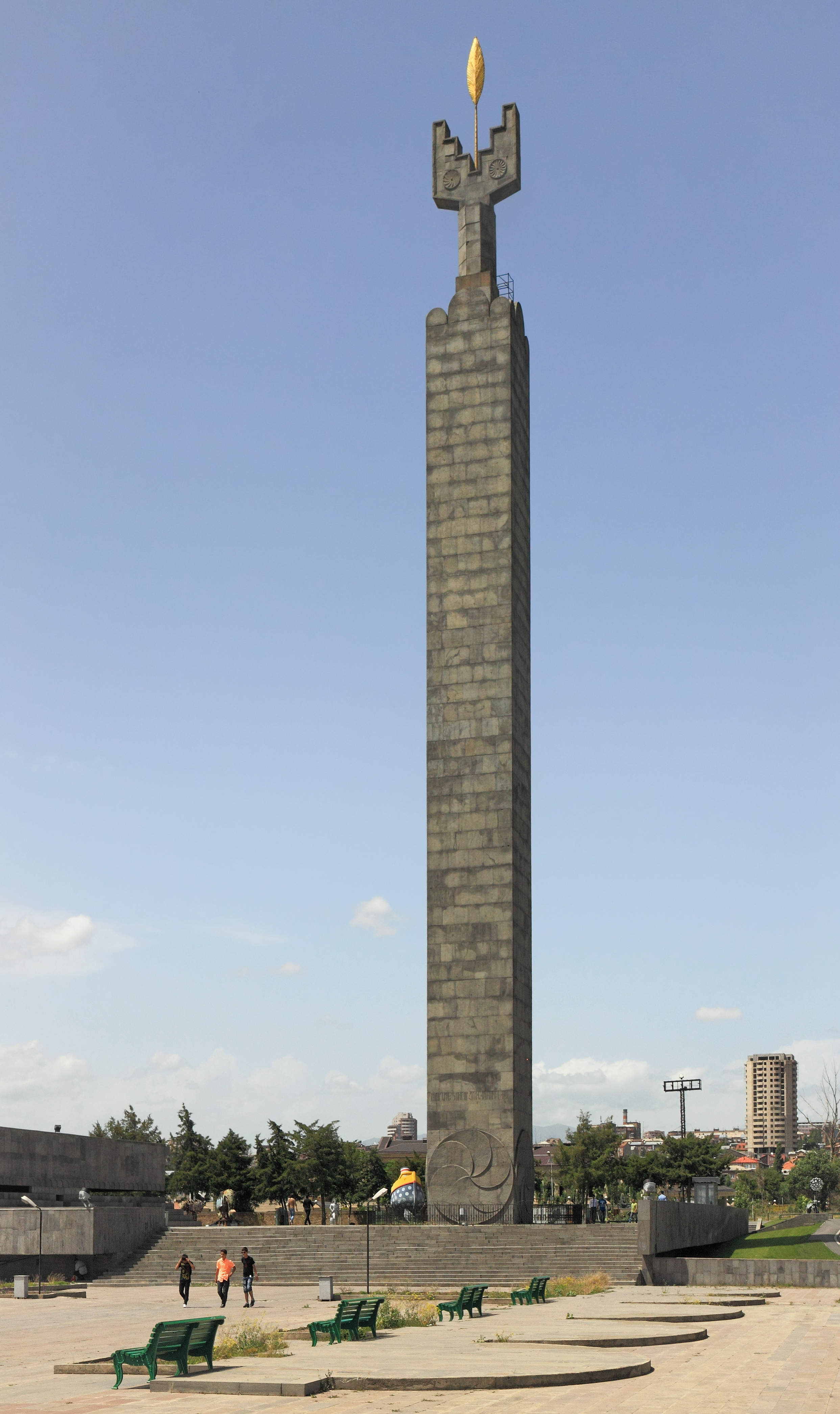
بنای یادبود ۵۰مین سالگرد شورای شدن ارمنستان